# Joël Bats
Joël Bats es un exfutbolista y entrenador francés nacido el 4 de enero de 1957 en Mont-de-Marsan, Landes (Francia), que jugó en la posición de portero. También se dedicó a la poesía y a la música.

## Carrera en el fútbol francés
Joël Bats jugó en tres clubes de Francia: FC Sochaux-Montbéliard (1974-1980), AJ Auxerre (195 partidos disputados entre 1980 y 1985), y Paris Saint Germain (216 cotejos disputados entre 1985 y 1992).
En los comienzos de su carrera, Bats arribó en 1974 al FC Sochaux-Montbéliard donde empezó siendo guardameta suplente ya que en el puesto la titularidad la tenía Albert Rust. En 1976 atajo su primer partido oficial con 19 años de edad y estuvo en el club hasta 1980 alternando el puesto con Rust. Rust sería su suplente en la selección francesa en la Eurocopa disputada en Francia en 1984 y en la Copa Mundial de Fútbol jugada en México en 1986.
En 1980, el AJ Auxerre fichó a Bats y él muestra sus condiciones como portero. Su agilidad y sus reflejos le permitieron apropiarse de la meta del Auxerre y luego lo llevarían a defender la valla del seleccionado francés. Aquí disputó un total de 195 partidos (184 por Division 1, 9 por la Copa de Francia y 2 por la Champions League).
En el año 1985 pasaría a defender la valla del París Saint Germain, club con el cual lograría alcanzar el título de liga francesa en 1986 y posteriormente sería subcampeón del mismo torneo en 1989. Bats atajó en el PSG hasta 1992 siendo el arquero titular indiscutido y muy querido por la afición.

## Carrera internacional
Bats debutó como guardameta de la selección de Francia el 7 de septiembre de 1983 en un encuentro amistoso disputado en la ciudad de Copenhague frente al seleccionado nacional de Dinamarca, en el cual el equipo galo cayó derrotado por 3 a 1. 
Durante 1984 Bats atajó para su selección en 12 encuentros, incluyendo amistosos, la Eurocopa de Francia (la cual ganaría el conjunto francés), y dos partidos clasificatorios para el mundial de México de 1986. Durante esa serie de partidos, en todos ellos Francia obtuvo el triunfo y en solo dos Bats no pudo mantener la valla francesa en cero, siendo ambos encuentros disputados en la Euro 1984, en sendos 3-2 ante Yugoslavia, en un partido por la primera ronda, y ante Portugal en una de las semifinales. Francia se adjudicaría ese torneo al vencer a España por 2 a 0 en la final. Ese campeonato fue el primer título para el fútbol francés.
Entre 1984 y 1985 atajó en todos los partidos clasificatorios que llevaron a Francia al Mundial de México de 1986, en el cual tuvo una destacada labor, en especial en el partido por los cuartos de final frente a Brasil.
Francia llegó al Mundial como candidato. Previo al torneo, el 26 de marzo de 1986, en el partido número 23 de Bats, Francia venció 2-0 a Argentina en un amistoso en París. Francia debutó con un 1 a 0 apretado ante Canadá, igualó 1 a 1 ante la Unión Soviética y venció a Hungría 3-0 para pasar a los octavos de final en la segunda ubicación. En aquella instancia tuvo que medirse con Italia. Francia vencería 2 a 0 con goles de Platini y Stopyra. Ya en la ronda de cuartos de final, le tocaría jugar ante la selección brasilera, quien venía jugando en un gran nivel (1-0 vs. España, 1-0 vs. Argelia, 3-0 vs. Irlanda del Norte, todos por la primera ronda, y 4-0 a Polonia en los octavos de final).
Este partido sería una historia aparte, y uno de los momentos culminantes en la carrera futbolística de Joël Bats. El partido con Brasil finalizó 1 a 1 durante los 120 minutos de juego, con goles de Careca a los 17 minutos, abriendo el marcador para Brasil, y Platini, para Francia, empatando el marcador a los 40, ambos en el primer tiempo. Este juego se ha considerado como uno de los mejores partidos en los mundiales hasta esa fecha, y aún hoy podría ser considerando así. Bats apareció como gran figura en ese encuentro, al atajarle durante los 90 minutos un penal a Zico, en lo que hubiera sido el 2-1 para Brasil, y por atajarle un penal a Sócrates en la definición. En ese mismo partido, Michel Platini desvió su penal en la serie definitoria, siendo en ese partido que tres grandes leyendas del fútbol mundial de todos los tiempos tales como Zico, Sócrates y Platini fallaron sus respectivos penales en un partido decisivo de un Mundial. Los medios de comunicación franceses ensalzaron al guardameta francés como el gran héroe de ese partido.
En semifinales, Francia caería 2 a 0 ante Alemania Federal, uno de cuyos goles fue un tiro libre de Andreas Brehme a los 9 minutos del primer tiempo, en el cual la pelota se le escapó a Bats entre los brazos e ingresó en la valla. Este encuentro fue el número 29 de Bats defendiendo la valla francesa. Luego a Francia le anularían un gol, y Voëller sellaría el resultado 2 a 0 a un minuto del cierre del encuentro. Francia luego derrotaría por 4 a 2 a Bélgica en el partido válido por el tercer puesto, pero en ese juego atajaría Albert Rust, su viejo compañero de equipo en el FC Sochaux-Montbéliard.
Bats continuó como titular en la valla del combinado nacional francés. Luego del mundial de 1986, la selección gala vivió la partida de varios jugadores, esencialmente de Michel Platini, y Francia no clasificaría a la Eurocopa de 1988 disputada en Alemania Federal, la cual ganarían los Países Bajos. Francia tampoco clasificaría para el Mundial disputado en Italia en 1990. Bats atajó los 8 partidos de la etapa clasificatoria pero el récord de 3 partidos ganados, 3 empatados y 2 perdidos lo dejó por debajo del puntero Yugoslavia y Escocia, quienes clasificaron al mundial. Su último partido fue el 18 de noviembre de 1989, en un partido válido por las eliminatorias para el mundial de 1990 en el cual Francia venció por 2 a 0 Chipre.
En total, entre partidos amistosos y competiciones, Joël Bats disputó 50 encuentros para el seleccionado de Francia entre 1983 y 1989, en los cuales recibió 37 goles (0,74 goles en contra por partido).

### Participaciones en Copas del Mundo
| Mundial                        | Sede   | Resultado    |
| ------------------------------ | ------ | ------------ |
| Copa Mundial de Fútbol de 1986 | México | Tercer lugar |

## Carrera como entrenador
Al retirarse de la práctica profesional del fútbol, entre 1992 y 1994 fue entrenador de arqueros y entre 1994 a 1996 fue asistente técnico del portugués Artur Jorge y luego de Luis Fernández, ambos cargos desempeñados en el Paris Saint Germain. 
En la temporada 1997-1998 fue el director técnico del PSG, y la campaña siguiente (1998-1999) aceptó el cargo en el banco del LB Châteauroux. 
Desde el 2000 al 2017 fue el entrenador de porteros del Olympique de Lyon..En el 2018 pasö a ocupar el mismo puesto en el Montreal Impact

## Vida personal
Joël Bats luchó contra el cáncer. En 1982, los médicos le comunicaron que tenía un tumor, posiblemente maligno, en uno de sus testículos. Consciente de que podía morir en cualquier momento, el arquero francés encontró en la poesía una forma de reflexionar en torno a su futuro, sobre el que los médicos no eran excesivamente optimistas. Según declaraciones hechas por el guardameta al diario El País en 1986: «Me pasaba las horas reflexionando en torno a la vida, el sentido que tenía en aquellas circunstancias. Lo pasé muy mal, pero sobreviví». Al mismo periódico, Maurice Vrillac, el médico de la selección francesa declaró: «Tenía cáncer, y tuvo que soportar una operación muy dura». La operación y la extirpación del tumor permitieron que Bats superase la enfermedad.
Bats es divorciado y tiene un hijo. Luego de su divorcio comenzó a escribir poemas, una selección de los cuales ha recitado en un disco que llevó por título Solitude (Soledad). 
Posteriormente a su enfermedad y pese a su renuncia a hablar sobre la misma, escribió un breve relato sobre aquel acontecimiento para una revista editada por una organización que lucha contra el cáncer.

## Palmarés

### Con la Selección de Francia
- Campeón de la Eurocopa de Francia en 1984
- Campeón de la Copa Artemio Franchi 1985.
- Tercer puesto en la Copa Mundial de Fútbol de México 1986

### Con el Paris Saint Germain
- Campeón de la Ligue 1 en 1986